# Seu Único Pecado
Seu Único Pecado é uma telenovela brasileira produzida e exibida pela RecordTV entre 6 de outubro de 1969 e 1 de novembro de 1969 com 25 capítulos, substituindo Acorrentados e sendo substituída por Tilim. Escrita por Dulce Santucci, foi dirigida por Dionísio Azevedo. O plano inicial era de que a novela ficasse seis meses no ar e passasse dos 120 capítulos, porém a obra foi encerrada após o ator mirim Noel Marcos, filho do diretor Dionísio Azevedo, morrer atropelado.
Contou com Susana Vieira, Ademir Rocha, Adoniran Barbosa, Rolando Boldrin, Lia de Aguiar, Walter Stuart, Edy Cerri e Íris Bruzzi nos papeis principais.

## Produção
Dulce Santucci inspirou-se no romance estadunidense Uma Tragédia Americana, de Theodore Dreiser. Susana Vieira, Ademir Rocha, Íris Bruzzi, Rolando Boldrin, Lia de Aguiar e Sônia Ribeiro faziam jornada dupla, uma vez que estavam também no elenco de Algemas de Ouro, que era gravada ao mesmo tempo que Seu Único Pecado e exibida uma hora antes. Dionísio Azevedo havia sido contratado com um alto salário após seu bom desempenho dirigindo as novelas da TV Excelsior.

### Morte de Noel Marcos e cancelamento
Originalmente esperava-se que a trama ficasse no ar por seis meses, porém os trabalhos foram encerrados bruscamente quando, em 1 de novembro de 1969, o ator mirim Noel Marcos foi atropelado enquanto passeava de bicicleta e morreu em decorrência dos graves ferimentos, deixando não só o elenco profundamente abalado, como também o diretor Dionísio Azevedo, pai do garoto. Em respeito a equipe, a novela permaneceu por mais uma semana apenas no ar e foi encerrada às pressas com um desfecho prematuro criado pela autora e o Dionísio teve uma licença de seis meses dada pela emissora.

## Enredo
Renato (Ademir Rocha) é um jovem diplomata que se muda para São Paulo à procura de seu tio, o poderoso industrial Joaquim Barra (Adoniran Barbosa), que lhe ajuda a iniciar uma carreira na capital. O rapaz se apaixona pela humilde e semianalfabeta Karina (Susana Vieira), uma operária da fabrica do tio, mas se torna a obsessão de sua prima, a ardilosa Tônia (Íris Bruzzi), que ameaça influenciar o pai a não ajuda-lo. Com a carreira em risco, o amor pode ser o seu único pecado.

## Elenco
| Ator             | Personagem    |
| ---------------- | ------------- |
| Susana Vieira    | Karina Vidal  |
| Ademir Rocha     | Renato Barra  |
| Íris Bruzzi      | Tônia Barra   |
| Adoniran Barbosa | Joaquim Barra |
| Rolando Boldrin  | Hélio         |
| Noel Marcos      | Rodrigo Barra |
| Lia de Aguiar    | Carmen        |
| Walter Stuart    | Canales       |
| Edy Cerri        | Suely         |
| Sônia Ribeiro    | Francine      |
| Márcia Fernandes | Carola        |